# Lampre
Lampre s.r.l. è un gruppo aziendale italiano che si occupa della produzione e della vendita di laminati in acciaio prerivestiti. Il nome è una contrazione della tipologia di prodotto, Lamiere prerivestite.

## Storia
Fondata nel 1975 da Romeo Mario Galbusera, per capacità di produzione è, secondo il sito ufficiale della società, la ditta leader in Europa nel settore delle lamiere rivestite in PVC; è inoltre presente commercialmente in tutti i continenti. Le sedi sono situate ad Usmate Velate e a Ronco Briantino (Provincia di Monza e Brianza): qui sorgono gli uffici, il centro produttivo e i laboratori.
Produce lamiere plastificate, colaminate e preverniciate (tramite processo di coil coating) con film metallici e plastici, prodotti che trovano utilizzo in ambiti quali l'edilizia, l'arredo, l'impiantistica industriale, l'industria navale.
Dello stesso gruppo fanno parte dal 1989 Lampre Portuguesa Lda, azienda con sede a Sintra in Portogallo, creata per aumentare la produzione e la distribuzione dei prodotti in Europa, e Lamital, specializzata nel taglio e nella commercializzazione di prodotti siderurgici piani. Dal 1997 esiste una quarta azienda, Lamfer, che si occupa di management e di ampliamento della gamma di prodotti del gruppo. L'azienda è presente anche in Belgio e Polonia con aziende site rispettivamente a Sclessin (Liegi) e Kutno. Nel 2010 sono stati avviati investimenti in Turchia a Topkapi (Istanbul). A Montgomery (Alabama) è invece presente un hub di distribuzione per il contentinte nordamericano.
Dai primi anni 1990 e ininterrottamente fino al 2016 la Lampre ha sponsorizzato una squadra professionistica di ciclismo su strada, l'attuale UAE Team Emirates al tempo nota con l'ultima denominazione di Lampre-Merida. Tale sponsorizzazione ha permesso alla società di rafforzare la propria posizione nei mercati europei e di diffondersi anche fuori dall'Europa.